# Walt Disney World Company
La Walt Disney World Company, ainsi que la Walt Disney Travel Company, la Walt Disney World Hospitality and Recreation Corporation et le Reedy Creek Improvement District, possèdent et gèrent le terrain du Walt Disney World Resort.
Ce sont toutes des filiales à 100 % de la Walt Disney Company. La Walt Disney World Company est rattachée à la division Walt Disney Parks and Resorts et gère la partie opérationnelle de Disney Cruise Line.
Walt Disney créa de nombreuses sociétés écrans pour acheter les terrains nécessaires à Walt Disney World Resort. Ces sociétés durent à la fin se regrouper, d'où l'historique complexe ci-dessous.
Les trois sociétés et l'organisme existent toujours mais tendent petit à petit à se regrouper sous un seul nom, avec de nombreuses filiales.
Disney a utilisé un "montage financier" (non péjoratif ici) tout aussi complexe pour le domaine de Disneyland Paris avec la société Euro Disney SCA et ses filiales. Ce montage était à la fois constitué de plusieurs sociétés et d'astuces financières.
Une astuce est la création de Nolan Browning, un avocat et conseiller financier présenté à Roy O. Disney. Nommée "Debentures", elle consistait à convertir en bonds aux trésors les actions d'une société à partir d'une certaine valeur afin d'éviter la pression obligeant à fusionner avec une autre société (en cas de participation croisée). Ce système a permis à Disney de lever les fonds nécessaires à l'achat et la construction du complexe.

## Historique

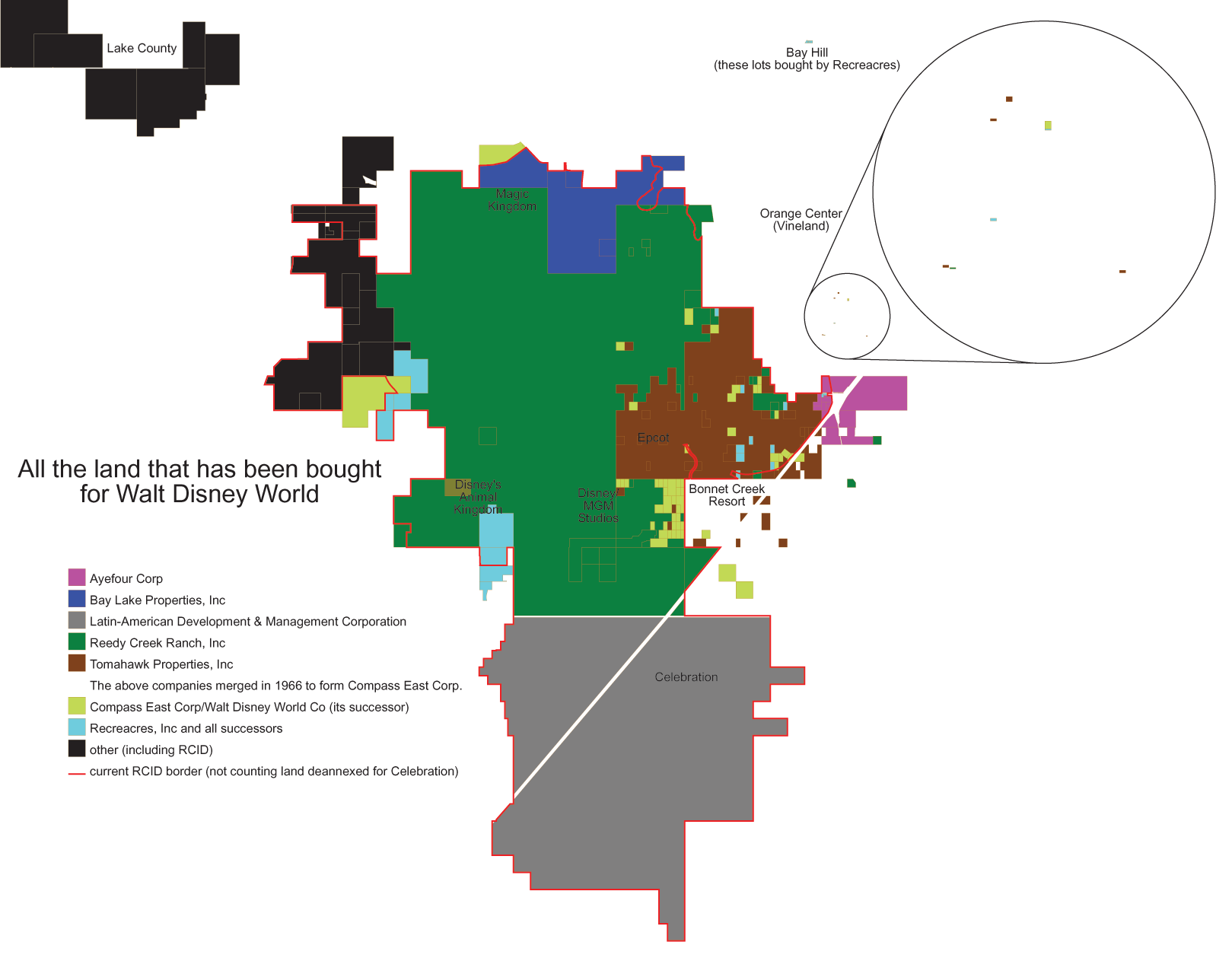
Carte des terrains achetés pour Walt Disney World réparties par sociétés.

La Compass East Corporation fut enregistrée dans le Delaware le 7 décembre 1964.
Le 30 septembre 1966, la Latin-American Development and Management Corporation, Ayefour Corporation (un jeu de mots sur l'Interstate 4), Tomahawk Properties, Reedy Creek Ranch, et Bay Lake Properties, toutes des sociétés déclarées en Floride, fusionnèrent avec la Compass East Corporation. La liste est présente sur une fenêtre de Main Street du parc Magic Kingdom.
Ces sociétés étaient responsables de l'achat des terrains qui devinrent le Walt Disney World Resort. Elles étaient des sociétés écrans afin de cacher les intentions de la Walt Disney Company (alors nommée Walt Disney Productions) et de ne pas faire grimper les prix.
Le Reedy Creek Drainage District, plus tard intégré au Reedy Creek Improvement District, fut créé le 13 mai 1966 afin de gérer le système hydrographique des terrains achetés par Compass East Corporation. Pour plus d'information voir l'article consacré à cet organisme.
Le 26 septembre 1967, Compass East Corporation est renommée Walt Disney World Company. À cette époque la plupart des terrains avaient été achetés et l'information sur le Walt Disney World Resort était déjà publique.
La Walt Disney World Company fut réenregistrée en Floride le 30 septembre 1997.
Le 26 janvier 1998, la Ranch and Grove Holding Corporation, qui possédait certain des terrains du Walt Disney World Resort depuis le 12 avril 1972 fusionna avec la Walt Disney World Company.
La société Reedy Creek Energy Services, à l'origine connue sous le nom de Reedy Creek Utilities Company, fusionna elle aussi avec la Walt Disney World Company le 30 septembre 1999.
Le 2 octobre 2000, c'est au tour de MDMP Corporation, qui avait réalisé beaucoup d'améliorations jusqu'au 20 décembre 1996.
En 2003, la société lance un programme d'aide aux entrepreneurs locaux, le Disney Entrepreneur Center.
En 2005, la société offre les 525 œuvres d'art africain de la collection Tishman, achetées en 1984 et prévues pour un pavillon africain à Epcot jamais réalisé, au Musée national de l'Art africain, dépendant de la Smithsonian Institution.
Le 14 février 2007, Une partie de la collection d'art africain Walt Disney-Tishman est présentée dans le Musée national d'art africain de la Smithsonian Institution.
Le 23 juin 2010, Disney lance un programme de demeures de luxe dans Walt Disney World Resort, Golden Oak qui remplace le Eagle Pine. Le 19 octobre 2010, le journal Orlando Sentinel révèle que Disney au travers de plusieurs filiales soutient la candidature de la républicaine Teresa Jacobs à la mairie du comté d'Orange. Les multiples filiales permettent à Disney de soutenir le candidat à hauteur de 4 500 USD et de contourner la limitation de 500$ imposée à chaque entreprise, les sociétés sont Walt Disney Parks and Resorts, Walt Disney Travel Company, Disney Destinations, Disney Photo Imaging, Disney Gift Card Services, Disney Vacation Development, Magical Cruise Company, Magic Kingdom Inc. et Celebration Company.
Le 24 août 2011, Disney annonce faire gérer les cinq golfs du Walt Disney World Resort à un partenaire privé, le groupe d'Arnold Palmer.
Le 20 septembre 2012, la société immobilière Inland Private Capital annonce avoir vendu un bâtiment de Celebration occupé par la Walt Disney World Company pour 31,1 millions d'USD. Le bâtiment de six étages et 193 463 pieds carrés (17 973 m2), construit en 2000 et situé au 220 Celebration Place, est totalement occupé par Disney qui conserve un bail 5 ans,. Disney conserve encore deux édifices sur la place, le siège de Disney Vacation Club et celui de Disney Cruise Line.
Le 8 novembre 2014, Disney Parks and Resorts au travers de la Walt Disney World Company achète les 3 000 acres (12,141 km2) de Mira Lago dans les comtés d'Osceola et de Polk initialement prévus à l'urbanisation pour l'ajouter au Disney Wilderness Preserve afin de développer 350 acres (1 416 400 m2) supplémentaires du Walt Disney World Resort,.
Le 30 janvier 2015, la presse locale annonce que Walt Disney World a offert durant l'année 2014, 37,9 millions d'USD sous forme de donations aux associations et organismes locaux à but non lucratif de Floride centrale,. Le 31 mars 2015, Disney offre 4,5 millions d'USD à des organisations locales à but non lucratif de la région d'Orlando. Le 4 juin 2015, Disney World annonce la suppression de 250 employés de son service informatique et leurs remplacements par travailleurs indiens, annonce faisant polémique,.
Le 6 juillet 2016, Disney au travers de sa filiale de développement Flamingo Crossings a vendu 8 acres (32 375 m2) de terrain à un groupe hôtelier local à l'ouest du complexe Walt Disney World Resort pour 8,05 millions d'USD.

## Synthèse
Voici la liste des sociétés ci-dessus sans les informations complémentaires.
- Walt Disney World Company (ex-Compass East Corporation)
  - Latin-American Development and Management Corporation
  - Ayefour Corporation
  - Tomahawk Properties
  - Reedy Creek Ranch
  - Ranch and Grove Holding Corporation
  - Reedy Creek Energy Services (ex-Reedy Creek Utilities Company)
  - MDMP Corporation
- Walt Disney Travel Company (ex-Santa Rosa Land Company)
- Walt Disney World Hospitality and Recreation Corporation (ex-Buena Vista Communities, ex-Buena Vista Land Company, ex-Recreacres)
  - Harvest Groves (ex-Fischer and Howard Corporation)